# Susana Marcos Celestino
Susana Marcos Celestino (Salamanca, 25 de septiembre de 1970) es una física española especializada en óptica aplicada a la visión humana.
En su ciudad natal, Salamanca, estudió y consiguió los títulos de licenciatura y doctorado en Ciencias Físicas, con «premio extraordinario», en la Universidad de Salamanca. Después de una formación predoctoral como becaria en el Consejo Superior de Investigaciones Científicas (CSIC). Su director de tesis doctoral fue el profesor Pablo Artal. Realizó una amplia formación postdoctoral en diferentes instituciones de prestigio en Europa y Estados Unidos. Pasó tres años como investigadora postdoctoral en la Universidad de Harvard, en los Estados Unidos. Regresó a España en el año 2000, obteniendo un puesto en el Centro Superior de Investigaciones Científicas (CSIC), primero como científica titular y más tarde como profesora de investigación, dirigiendo el Instituto de Óptica "Daza de Valdés" entre 2008 y 2012.
Sus estudios en imagen y diagnóstico ocular han llevado al desarrollo de nuevas lentes intraoculares y la detección de patógenos oculares e infecciones”.Entre las diferentes tecnologías que ha co-creado, destaca un simulador visual de lentes intraoculares para la presbicia y catarata que comprueba el resultado de una operación de vista antes del quirófano desarrollado por 2EyesVision, empresa de la que es co-fundadora.
En julio de 2021, fue nombrada directora del Center for Visual Science (CVS) de la Universidad de Rochester, Nueva York, Estados Unidos.

## Biografía académica y profesional
- Desde 1993 a 1996 estuvo como becaria predoctoral en el departamento de Visión y Óptica Fisiológica en el Instituto de Óptica "Daza de Valdés" del CSIC
- Desde 1997 a 2000 desempeñó el trabajo formativo como becaria postdoctoral, en el Schepens Eye Research Institute de la Escuela de Medicina de la Universidad de Harvard en Boston (Massachusetts, EE. UU.)
- Desde 1999 al 2005 estuvo en la Facultad de Investigación Científica en el Instituto de Óptica del CSIC en Madrid, España.
- En el año 2005 obtuvo el puesto de científico titular del CSIC, desarrollando su labor en el Instituto de Óptica
- En el año 2006 obtuvo el cargo de profesora de investigación del CSIC, continuando en Instituto de Óptica como directora del Grupo de Óptica Visual y Biofotónica[10]
- Desde 2008 a 2012 ejerció el cargo de directora del Instituto de Óptica (CSIC).[11]
- En el año 2012 ejerció el cargo de directora del Centro de Física Miguel Ángel Catalán (CSIC)

## Distinciones y nombramientos académicos

### Becas
Se le concedieron las siguientes becas para el estudio de la investigación y, más concretamente en su especialidad:
- 1992 Beca del Consejo Superior de Investigaciones Científicas. Tema: Introducción a la investigación.
- 1993 Research Comunidad. Universidad de Salamanca.
- 1993-1996 Obtuvo para ese largo periodo de tiempo una beca predoctoral del Ministerio de Educación y Ciencia de España.
- 1997 Beca postdoctoral Fulbright.
- 1997-1999 Beca postdoctoral de un programa a largo plazo Human Frontier Ciencia.
- 2001 Beca para profesionales visitantes en la Universidad Tecnológica de Queensland
- 2014 Beca de la Fundación Rafael del Pino para cursar "Woman Leadership Program" en Aliter Escuela Internacional de Negocios

### Participación en sociedades profesionales de su especialidad y servicios a la comunidad
- 1999-2001. Vicepresidenta de las Aplicaciones de Ciencias de la Visión del Grupo Técnico, de la «Sociedad Americana de Óptica».
- 2001-2003. Cátedra de las Aplicaciones de Ciencias de la Visión del Grupo Técnico, Visión y división de los colores, OSA
- 2004-2008. Presidenta del Comité Nacional de Ciencias Visuales, Sociedad Española de Óptica
- 2003. Presidencia del Departamento de Imagen y Visión, Instituto de Óptica, Consejo Superior de Investigaciones Científicas.
- 2008. Miembro de la "Comité de Óptica Fisiológica y Psicofísica Visual", Association for Research in Vision and Ophthalmology
- 2009-2012 Directora del Instituto de Óptica Daza de Valdés, CSIC
- 2011 Faculty Madrid MIT M+Vision Consortium
- 2012-2015 Director-at-large Optical Society of America
- 2017- Vicepresidenta del Comité Científico y Técnico de la Agencia Estatal de Investigación.[12]

### Sociedades a las que pertenece
Marcos es miembro de numerosas sociedades profesionales ligadas a su especialidad, entre ellas están: la Sociedad Española de Óptica, la Asociación para la Investigación en Visión y Oftalmología (ARVO), Sociedad Americana de Óptica (OSA), Sociedad Americana de Física, European Optical Society (EOS), Real Sociedad Española de Física.

### Participación en comités científicos
- 1999. Miembro de la comisión del "Equipo de trabajo para la estandarización de las aberraciones del ojo", de la Sociedad Americana de Óptica (OSA)
- 2001. Miembro del comité de premio joven investigador Sociedad Americana de Óptica (OSA)
- 2001-2004. Miembro del comité "Optical Society of America, annual meeting", Providence, Rhode Island, Orlando en Florida y Tucson, Arizona, todos ellos en los EE. UU..
- 2004-2006. Miembro del comité de programa II reunión tópica en óptica fisiológica, European Optical Society, Granada, España y Londres, Reino Unido
- 2007. Miembro del comité del premio Edgar D. Tillyer, de la Optical Society of America
- 2007. Representante de la escuela de verano del mar Egeo de «óptica visual». Optical Society of America, Heraklion, Creta
- 2007. Supervisor de IOSA, Optical Society of America, capítulo de estudiantes del Instituto de Óptica del Centro Superior de Investigaciones Científicas (CSIC), Madrid
- 2001-2004. Miembro del Consejo Técnico de la Optical Society of America en su reunión anual.
- 2003. Co-organizadora. Reuniones de caída de visión , patrocinado por la Sociedad Americana de Óptica en Tucson, Arizona
- 2004 Miembro del Comité Científico. European Optical Society Topical Meeting on Physiological Optics (Spain)
- 2006 Miembro del Comité Científico. 3rd European Meeting in Physiological Optics (London, UK)
- 2006 Miembro del Comité Científico. VII Reunión Nacional de Óptica (Alicante, Spain). Spanish Optical Society
- 2007 Chair. Organizing Committee. Summer School of Visual Optics: from Physics to Biomedical Applications (Jaca, Spain). Spanish Optical Society
- 2008- Miembro del Comité Programador. Visual Psychophysics and Physiological Optics Section, Association for Research in Vision Science and Ophthalmology (ARVO)
- 2008 Chair. Edgar D. Tillyer Award Committee, Optical Society of America
- 2009-2010 Miembro de European Optical Society (EOS) Fellow Committee
- 2009- Fundadora de ASETCIRC, Coordinadora de Physics applied to Vision Sciences, Miembro del Comité Científico ASETCIRC Congress
- 2010-2015 Miembro del Comité Científico. European Optical Society Topical Meeting on Vision and Physiological Optics , EMPVO Stockholm (Sweden) , Dublin (Ireland), Wraclaw (Poland), Puebla (Mexico)
- 2010-2012 Miembro del Comité Científico. European Optical Society Topical Meeting on EOS Topical Meeting on Advanced Imaging Techniques (Engelberg, Swizerland)
- 2010 Miembro del Comité Científico. International Conference of Myopia (Tubingen, Germany)
- 2010-2011 Miembro de OSA Fellow Committee
- 2012-   Director-at-Large Optical Society of America
- 2012-  Miembro de OSA Awards Committee
- 2014-2016 Miembro del Visual and Physiological Optics International Conference: VPO2014 Wraclaw (Poland); VPO2015 Puebla, Mexico; VPO2016 Antwerp, Holanda.
- 2016 Chair. Vision and Color Subcommittee, OSA Frontiers in Opics (Rochester, NY)
- 2016-2017 Chair. OSA Frontiers in Optics

### Presencia en consejos editoriales
- 2002. Editora invitada en Optometría y Ciencias de la Visión para la confección de su número especial: «Aplicaciones clínicas de aberraciones»
- 2004. Miembro del Consejo de Redacción de la revista especializada Vision Research
- 2006. Editora invitada en Óptica Pura y Aplicada para la confección de su número especial: «Comité Visual. Ciencias».
- 2010-2014 Editora Asociada in “Biomedical Optics Express”, Optical Society of America
- 2013 Editora Invitada Optical Engineering. Special Issue: “Human Vision”
- 2014- Editora Asociada en “Optica”, Optical Society of America
- 2016. Editora invitada en Vision Research para la confección del número especial "Vision Science and Adaptive Optics”

### Proyectos de investigación
Desde el año 2000 hasta la fecha actual recibe una serie de fondos de instituciones de prestigio para investigar sobre diferentes temas de su especialidad como son:

#### Con fondos públicos
- 2000-2001. Programa US-España Ciencia y Tecnología 2000. SERI-Instituto de Óptica acerca de «Las técnicas de imagen para el diagnóstico precoz de la degeneración macular»
- 2000-2002. Comunidad Autónoma de Madrid, España sobre «Calidad de la visión después de la cirugía de catarata: evaluación en pacientes con lentes intraoculares y nuevas perspectivas»
- 2002-2005. Ministerio de Ciencia y Tecnología, España con una investigación sobre «El papel de las aberraciones oculares en el desarrollo y la compensación de los errores de refracción»
- 2004-2005 HA2003-0170 Acción Integrada Hispano-Alemena, Ministerio de Ciencia y Tecnología ”Calidad óptica en un modelo experimental de miopía”
- 2005 GR/SAL/0387/2004, Comunidad Autónoma de Madrid, España "Desarrollo y aplicación de nuevas tecnologías a la evaluación de la cirugía de cataratas".
- 2005-2008 FIS2005-04382. Ministerio de Educación y Ciencia. "Propiedades ópticas del segmento anterior del ojo: aplicaciones en el desarrollo y corrección de errores refractivos y presbicia"
- 2006-2011 EURYI Award, “Aproximaciones Físicas y Tecnológicas a la comprensión y corrección de la miopía y la presbicia"
- 2007-2009 PETRI. PET2006-0478. Ministerio de Ciencia e Innovación.“Multifocal intraocular lenses” PI
- 2008-2011 FIS2008-02065. Ministerio de Ciencia e Innovación "Optical and visual quality in ametropia, presbyopia and pseudophakia: dynamic and adaptive effects"
- 2010-2013 CENIT-CEN 2091021 Ministerio de Ciencia e Innovación. “Customized Eye Care". Subcontrato.
- 2011-2014 Marie Curie ITN Network, EU 7th Frame Program, “Límites Opticos y Adaptacionales de la Visión” (OPAL). CSIC node PI
- 2012-2014 FIS2011-25637, Ministerio de Economía y Competitividad, “ Acomodación del cristalino y corrección de presbicia: óptica, imagen, biomecánica y adaptación neuronal"
- 2011-2015 European Research Council ERC Advanced Grant, “Correcciones ópticas de la presbicia bio-inspiradas”. PI
- 2013-2014 CSIC i-link+ “Hacia una restauración real de la acomodación” (with Bascom Palmer Eye Institute, Miami, USA; LV Prasad Eye Institute, Hyderabad, India)
- 2015 European Research Council ERC Proof-of-Concept “Imagen 3-D cuantitativa para implatación de lentes de última generación en cirugía de cataratas"
- 2015-2019. FIS2014-56643-R. Ministerio de Economía y Competitividad. “Optical imaging Technologies and opto-biomechanical  models for diagnostics and personalizad treatment in ophthalmology”
- 2016-2017. European Research Council ERC Proof-of-Concept  “Simultaneous Vision Simulator”
- 2016-2019. Marie Curie ITN Network. H2020-MSCA-ITN-2015 675137. “Myopia: Fundamental understanding needed” (MyFun)
- 2018-2020. FIS2017-84753R. Ministerio de Economía y Competitividad. “New optical technologies for understanding and treating myopia”
- 2018-2021. H2020 Industrial Leadership ICT- Photonics KET 2017 "IMCUSTOMEYE (IMaging-based CUSTOMised EYE diagnostics)”

#### Con fondos privados
Contratos de Investigación para Carl Zeiss, Madrid, España; Emory Vision, Atlanta, EE. UU.; Alcon Research Labs, Fort Worth, Texas, EE. UU.; AJL Ophthalmics, Alava, Spain. Research (co-financiado con el Ministerio de Ciencia e Innovación); IROC/Wavelight, Zúrich, .AST Ingeniería, Spain (cofinanciado con el Principado de Asturias); PhysIOL, Liege, Belgium; MIT M+Vision Consortium. Massachusetts Institute of Technology. Research Contract, Oculentis GmbH, Berlín, Germany; Plenoptika, Boston, EE. UU.; CooperVision, California, EE. UU.; Johnson and Johnson Vision Care, Jacksonville, Florida, EE. UU..

## Publicaciones
Hasta el año 2019 ha publicado más de 163 artículos en revistas de alto impacto (principalmente en los campos de óptica, oftalmología y neurociencia), ha presentado más de 250 abstracts en conferencias internacionales e impartido más de 200 seminarios y charlas a nivel nacional e internacional.
Información bibliométrica: Número total de citaciones: 12361  índice h = 60 (Google Scholar, mayo 2021)

## Patentes
Ha patentado diecisiete familias de patentes (nueve licenciadas a la industria; dos propiedad de la compañía Essilor) que modifican o mejoran de manera importante las lesiones ópticas y con avances cruciales en oftalmología.

## Premios
Entre los diferentes premios y galardones destacanː
- 1996. Premio Extraordinario de Tesis Doctoral. Universidad de Salamanca, España.
- 1999. Mejor Artículo del Año Académico. «Schepens Eye Research Institute»
- 2001. Fundadores Wavefront Premio. 2º Congreso Internacional sobre «Wavefront Sensing».
- 2002. Adolph Medalla Lomb. «Optical Society of America»
- 2005. Fundación Europea de la Ciencia Young Investigator Award (EURYI), EURHORCs-Europeo
- 2006. EOS Fellow. European Optical Society
- 2007. Premio ICO. Comisión Internacional de Óptica
- 2008. OSA Fellow. Optical Society of America
- 2010. Mejor Patente del Año en el Área de Biotecnología, Fundación Madrid+d
- 2011. Doctor Honoris Causa, Academia de Ciencia y Tecnología de Ucrania
- 2012. ERC Advanced Grant, Consejo Europeo de Investigación
- 2010, 2012, 2014. «Premio asociado de la Física 2010, 2012 y 2014» en el Congreso Wavefront, Associates Award, Wavefront Congress.[15]
- 2013. ARVO Fellow. Association for Research in Vision and Ophthalmology
- 2015. Premio Física, Innovación y Tecnología, Real Sociedad Española de Física-Fundación BBVA
- 2016. Alcon Research Institute Award
- 2016. Borish Scholar Award, Indiana University
- 2016. Miembro de la III Edición de la Selección Española de la Ciencia
- 2016. Placa de Honor de la Sociedad Española de Científicos
- 2017. Premio Rey Jaime I en la categoría de Nuevas Tecnologías
- 2017. Premio a la Mejor Patente de la Fundación Madri+d
- 2019. Medalla Ramón y Cajal de la Real Academia de Ciencias[16]
- 2019. Premio Nacional de Investigación Leonardo Torres Quevedo en el área de Ingenierías[17]
- 2020. Premio Julio Peláez (2020) a mujeres pioneras de la Física, la Química y las Matemáticas.[18]
- 2021. Premio Rey Jaime I en la categoría «Nuevas Tecnologías».[3]